# Tetrafluoroboritany

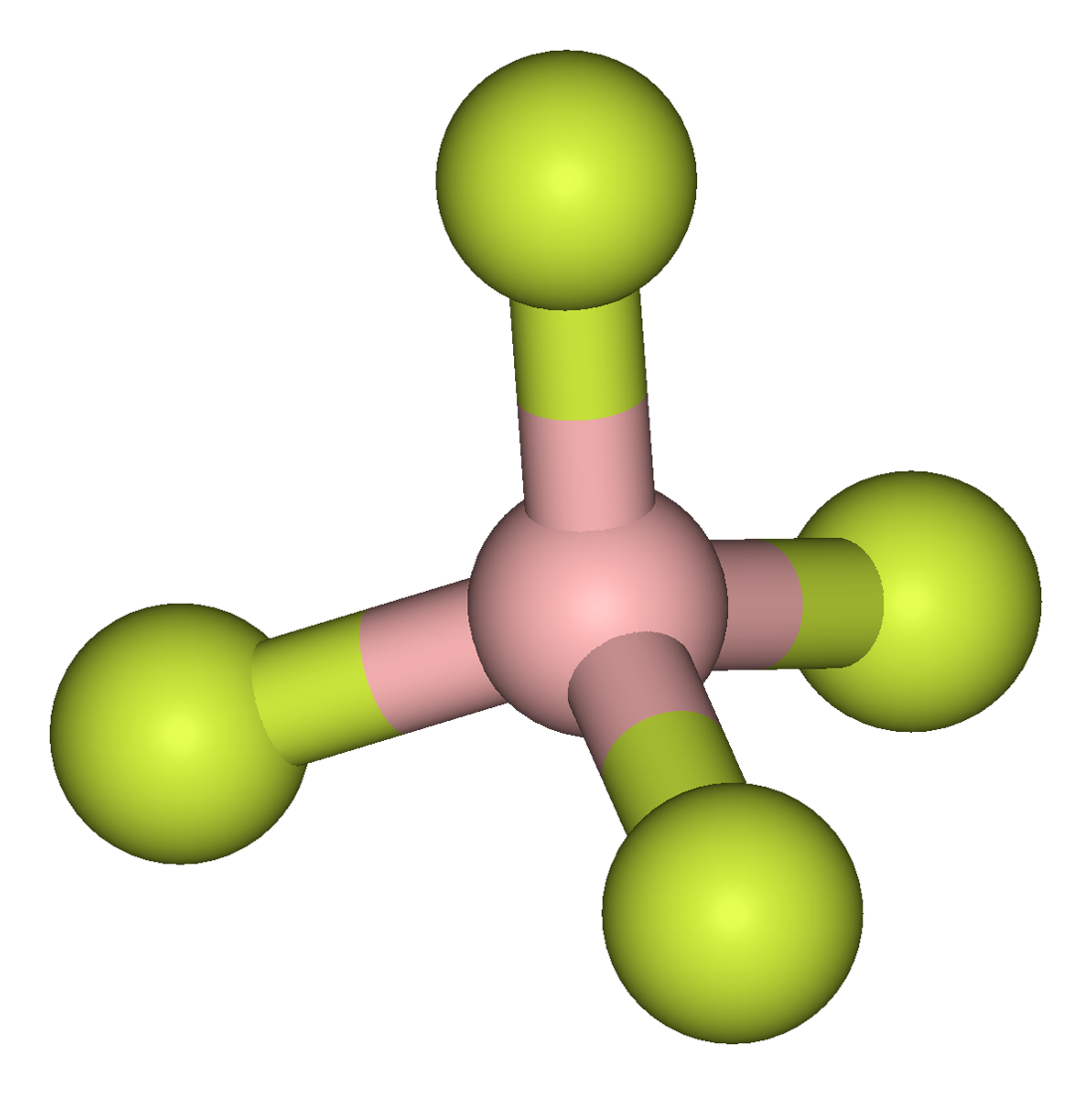
Strukturní vzorec tetrafluoroboritanového aniontu, BF

Tetrafluoroboritany jsou soli obsahující tetrafluoroboritanový anion BF −
4 , který má shodnou elektronovou konfiguraci s tetrafluorberylnatanovým aniontem (BeF 2−
4 ), tetrafluormethanem (CF4) a tetrafluoramoniovým kationtem (NF +
4 ) a konfiguraci samotné valenční vrstvy má shodnou rovněž s řadou dalších iontů, jako je chloristanový anion (ClO -
4 ), který má v laboratořích i podobné použití. Tetrafluoroboritany se připravují reakcemi fluoridů s fluoridem boritým (BF3), který je Lewisovou kyselinou, neutralizací kyseliny tetrafluoroborité nebo reakcí kyseliny borité s kyselinou fluorovodíkovou.

## Využití
Častější využívání BF −
4  vedlo k menšímu využívání ClO -
4  v laboratořích jako slabě koordinujícího aniontu. S organickými sloučeninami, obzvláště aminy, tvoří ClO -
4  výbušné produkty. K nevýhodám BF −
4  patří mírný sklon k hydrolýze a rozklad za uvolnění fluoridových iontů, zatímco ClO -
4  se tyto potíže neobjevují; díky bezpečnosti se však tetrafluoroboritany používají častěji než chloristany. S molární hmotností´přibližně 86,8 g/mol je tetrafluoroboritanový anion nejlehčím slabě koordinujícím aniontem, díky čemuž je často upřednostňován při přípravě kationtových reaktantů nebo katalyzátorů pro syntetické účely.
Ion BF −
4  je méně nukleofilní i zásaditý než dusičnanový, halogenidové i triflátový anion. Při použití tohoto iontu tak lze snadno určit, že se reakce účastní kation a anion nereaguje. Tato nereaktivita má dvě příčiny: souměrnost iontu, a tedy rovnoměrné rozdělení náboje mezi jednotlivé atomy fluoru, a vysokou elektronegativitu fluoru, která vede k lepší rozpustnosti v organických rozpouštědlech než u příslušných halogenidů a dusičnanů. Podobné vlastnosti jako BF −
4  má i hexafluorofosforečnanový (PF −
6 ) a hexafluorantimoničnanový (SbF −
6 ) anion, které jsou stabilnější vůči hydrolýze a jiným reakcím a jejich soli jsou lipofilnější.
Příkladem tetrafluoroboritanu může být [Ni(CH3CH2OH)6](BF4)2, kineticky nestabilní oktaedrický komplex, používaný jako zdroj nikelnatých kationtů (Ni2+).
Vysoce reaktivní kationty odvozené od Ti, Zr, Hf a Si odštěpují fluoridové anionty z BF −
4 , který pak není nekoordinujícím aniontem, a je tak třeba použít například SbF −
6 , BARF– nebo [Al((CF3)3CO)4]–). V mnoha dalších komplexech považovaných za kationtové funguje atom fluoru jako můstkový ligand mezi atomem boru a kationtem; příkladem je komplex [μ-(DTBM-SEGPHOS)(Au–BF4)2], u kterého bylo krystalograficky zjištěno, že obsahuje dva můstky Au–F–B.
I přes nízkou reaktivitu se tetrafluoroboritanové anionty používají jako zdroj fluoridových iontů pro silně elektrofilní kationty za účelem tvorby vazeb uhlík-fluor. Nejlepší známou takovou reakcí je Balzova–Schiemannova reakce.
Tetrafluoroboritany těžkých a přechodných kovů se připravují podobně jako ostatní tetrafluoroboritany, roztoky příslušných solí se smíchají s roztoky kyseliny borité a fluorovodíkové. Fluorboritany cínu, olova, mědi a niklu se získávají elektrolýzou kovů v roztoku HBF4.

## Příklady
Tetrafluoroboritan draselný se připravuje reakcí uhličitanu draselného s kyselinou boritou a fluorovodíkovou:
B(OH)3 + 4 HF → HBF4 + 3 H2O
2 HBF4 + K2CO3 → 2 KBF4 + H2CO3
Tetrafluoroboritany iontů alkalických kovů (kromě draslíku, rubidia a cesia) a amonného kationtu krystalizují jako rozpustné hydráty.
Tetrafluoroboritany se často používají k izolaci silně elektrofilních kationtů, jako jsou:
- Diazoniové soli (ArN +
2 )
- Meerweinovy soli, například O(C2H5) +
3 , nejsilnější volně dostupná alkylační činidla
- Tetrafluoroboritan nitrosonia (NO+) - oxidační a nitrosylační činidlo
- Tetrafluoroboritan nitronia (NO +
2 ) - nitrační činidlo
- Ferrocenium, Fe(C5H5) +
2
- Soli bromonia a jodonia, například py2X+ (X = Br nebo I: Barluengovo činidlo) a Ar2I+ (soli diaryljodonia)
- Tetrafluoroboritan stříbrný a thallný se používají k dehalogenacím.[4]

Tetrafluoroboritany většiny ostatních přechodných kovů jsou známy pouze ve vodných, alkoholových, etherových nebo nitrilových roztocích.
- Komplexy přechodných kovů s nitrily, například [Cu(NCMe)4]BF4

Imidazoliniové a formamidiniové soli, iontové kapaliny používané na přípravu stabilních karbenů, se obvykle izolují jako tetrafluoroboritany.